# Maria Wern – Ondskans djupa rot
Maria Wern – Ondskans djupa rot är en svensk kriminalfilm från 2021. Filmen är regisserad av Johan Lundin, producerad av Johanna Wennerberg och skriven av Inger Scharis, Peter Lindmark, Jimmy Lindgren och Jonna Bolin-Cullberg. Den är baserad på Anna Janssons romaner och ingår i den åttonde säsongen om kriminalinspektören Maria Wern. Filmen är uppdelad i två delar med premiär på C More den 3 maj 2021.

## Rollista
| - Eva Röse – Maria Wern - Allan Svensson – Hartman - Erik Johansson – Sebastian - Peter Perski – Arvidsson - Lola Zackow – Sasha - Oscar Pettersson – Emil Wern - Sigrid Johnson – Linda Wern - Samuel Astor – Oscar - Tehilla Blad – Iris - Erik Bolin – Urban | - Morten Bylin – Daniel - Mylaine Hedreul – Lena Hartman - Jimmy Lindström – Micke - Sten Ljunggren – Konrad - Emma Mehoniç – Michelle - Lena Nilsson – Åsa - Maja Rung – Johanna - Rolf Skoglund – Vladimir - Sebastian Sporsén – Jens - Lotta Thorell – Marianne Hartman |